# Kermit Gosnell
Kermit Barron Gosnell (Filadelfia, 9 de febrero de 1941) es un exmédico y asesino en serie estadounidense, que en el año 2013 fue declarado culpable del asesinato de tres recién nacidos y del homicidio negligente de una paciente.
Los medios de comunicación suponen que sus víctimas superan el centenar, por lo que le llaman «el asesino en serie más prolífico de Estados Unidos».

## Vida personal
Gosnell nació en 1941 en Filadelfia, Pensilvania en una familia afroamericana de clase media, hijo único de un operador de gasolinera y una funcionaria del gobierno. Estudió la secundaria en la prestigiosa Central High School y se ganó el derecho de practicar medicina tras graduarse de la Universidad Thomas Jefferson en 1966. Entre los años 1960 y 1970 se encargó de ofrecer su servicio a los pobres, incluyendo la creación de un programa de rehabilitación de las drogas en el barrio de Mantua, donde se enfocó en ayudar a la juventud a salir de la pobreza y las adicciones. También se convirtió en uno de los primeros y más destacables defensores de la despenalización del aborto en Estados Unidos. Se ganó el apoyó de la población local debido a su activismo y ayuda a los pobres, incluso llegando a ser finalista al premio "Joven Filadelfiano del Año" en 1972.
Fue también uno de los pioneros en el método "Super Coil" inventado por Harvey Karman, para el cual en 1972 realizó una prueba en 15 mujeres con dos meses de gestación. El procedimiento fue declarado un fracaso, debido a que 9 de las 15 mujeres sufrieron complicaciones después de los abortos.

## Caso
A pesar de ser una figura respetada por la sociedad de Filadelfia, Gosnell tuvo roces con la justicia en varias ocasiones debido a sus métodos poco ortodoxos y descuidados, lo que llevó a que fuese demandando más de 46 veces en 36 años. Entre los años 1980 y 1990 fue citado en varias ocasiones por la falta de personal en sus clínicas abortistas, lo que llevó a la clausura de varias de estas en 1995. En el año 2000 salió a flote una denuncia por mala praxis de parte de los hijos de Semika Shaw, una mujer que se había realizado un aborto en la clínica de Gosnell y murió tres días después por una hemorragia interna. El caso se resolvió extrajudicialmente con el pago de 900.000 dólares por parte de Gosnell.
Se informó que Gosnell cobraba entre 1600 y 3000 dólares por realizar abortos tardíos después de la semana 23, lo cual es ilegal en Pensilvania. Gosnell llegó a realizar abortos hasta el sexto mes de embarazo.
Tras su arresto, salieron denuncias de mujeres que fueron obligadas a abortar por Gosnell después de que cambiaran de opinión cuando ya estaban en la clínica. Una joven afirmó que en 1999, cuando tenía 15 años, había ido a ver a Gosnell para realizarse un aborto, pero cambió de opinión después de llegar a la clínica, hecho por el que Gosnell se enojó, por lo cual la golpeó y amordazó hasta que perdió el conocimiento. Tras despertar se dio cuenta de que le había realizado el aborto contra su voluntad. En total se presentaron durante el juicio 211 denuncias por violar la ley de consentimiento.

### Arresto
El 18 de febrero del 2010, tras la muerte de Karnamaya Mongar, una refugiada butanesa que murió después de que le practicaran un aborto, el departamento de policía de Filadelfia y la Administración de Control de Drogas allanaron la clínica abortista de Gosnell. La finalidad del operativo era incautar los narcóticos del establecimiento, ya que se había denunciado que Gosnell usaba fármacos potentes sin la debida supervisión y control médico. Sin embargo, los investigadores se llevaron una sorpresa cuando encontraron cosas más escabrosas.
Se descubrió que la clínica se encontraba en una condición deplorable e inhumana. Había condiciones de extrema insalubridad, con materiales e instrumentos manchados de sangre; contaminación por heces de animales, orina y otros fluidos y desechos nocivos; y restos fetales almacenados en frascos, bolsas y jarras por todo el piso de la clínica. Informes indican que los funcionarios estatales no habían visitado ni inspeccionado el local y las prácticas de Gosnell desde 1993.
Dentro de un refrigerador se encontraron los cuerpos de siete neonatos. Las autopsias confirmaron que todos habían nacido con vida, y murieron después de que Gosnell los asesinara seccionándoles la columna vertebral con una tijera. Junto a ellos se encontraron cuarenta y tres fetos, algunos completos y otros por partes. Los médicos forenses no pudieron determinar si habían nacido muertos o si también fueron asesinados.
El 19 de febrero de 2011, Gosnell fue arrestado y acusado de ocho cargos de asesinato (siete asesinatos en primer grado y uno negligente). También fueron arrestados la esposa de Gosnell, Pearl, y otros ocho sospechosos.

### Juicio
Los cómplices de Gosnell, incluida su esposa, se declararon culpables desde el primer momento y testificaron contra él, acusándolo de ser el autor material de los asesinatos.
El 18 de marzo de 2013 empezó el juicio. El 23 de abril, el juez desestimó tres de los siete cargos de asesinato en primer grado, aunque más tarde aseguró que esto había sido un «error». Los tres cargos restantes de asesinato, el cargo de asesinato por negligencia de Karnamaya Mongar, un cargo de extorsión, veinticuatro cargos por violar la ley de Pensilvania al realizar abortos después de la semana 24, y 277 cargos relacionados con múltiples violaciones a la ley del aborto fueron presentados durante el juicio; cargos por lo cuales podría enfrentar la pena de muerte si resultaba ser culpable.
Gosnell no testificó en su defensa durante todo el juicio.

### Veredicto
El 13 de mayo de 2013, Gosnell fue encontrado culpable de los asesinatos de "Baby A", "Baby B" y "Baby C", y por el homicidio involuntario de Karnamaya Monga, además de confirmarse más de 200 cargos menores, incluidos crimen organizado y extorsión. Tres días después, Gosnell renunció a su derecho a apelar a cambio de un acuerdo con los fiscales de no solicitar la pena de muerte. Finalmente fue sentenciado a tres cadenas perpetuas sin posibilidad de libertad condicional.

#### Otros veredictos
- Pearl Mabel Gosnell, esposa de Kermit, fue declarada culpable de realizar abortos después de la semana 24 y por participar en una organización corrupta. Fue sentenciada a entre 7 y 23 meses de prisión.[26]
- Eileen O'Neill de Phoenixville, enfermera y cómplice, fue condenada por cargos de conspiración y robo mediante engaño a entre 6 y 23 meses de arresto domiciliario, 2 años de libertad condicional y 100 horas de servicio comunitario.[27]
- Steven Massof, enfermero que no tenía licencia, se declaró culpable en noviembre de 2011 de dos cargos de asesinato en tercer grado por la muerte de dos bebés que habían nacido vivos.[27]
- Kareema Cross, quien testificó en el juicio estatal que había visto respirar al menos a diez bebés después de ser abortados, se declaró culpable de los cargos federales de drogas por la distribución incorrecta de analgésicos de la clínica de Gosnell.[27]
- Adrienne Moton se declaró culpable de asesinato en tercer grado. Admitió haber asesinado a 10 bebés que habían nacido con vida. Fue sentenciada a entre 11 y medio y 23 meses de prisión.[28]
- Lynda Williams fue declarada culpable de dos cargos de asesinato en tercer grado y sentenciada a entre 5 y 10 años de prisión.[29]
- Sherry West fue condenada por asesinato negligente y otros cargos. Admitió haber administrado la sobredosis que mató a Karnamaya Mongar. Fue sentenciada a entre 11 y medio y 23 meses de prisión.[27]

## Impacto

### Crítica a la poca cobertura en los medios de comunicación
Activistas Provida han apuntado contra los principales medios de comunicación debido al poco tiempo en pantalla que le dieron al caso. El 11 de abril de 2013, Kirsten Powers mencionó en una columna escrita para el USA Today que: «Una búsqueda en Lexis-Nexis muestra que ninguno de los programas de noticias de las tres principales cadenas de televisión nacionales han mencionado el juicio de Gosnell en los últimos tres meses».
Durante los primeros meses de audiencia circuló una imagen que mostraba tres filas de asientos vacíos que estaban reservados para periodistas en la sala del tribunal de Gosnell. La foto se viralizó a las pocas horas de ser subida a Twitter, provocando más de 106.000 tweets con el hashtag #Gosnell, lo cual presionó a los principales medios de comunicación para así cubrir el juicio los días siguientes.
Se escribieron varias columnas en periódicos como New York Times, The Atlantic, y Time, donde se opinaba que el caso no estaba teniendo la cobertura que merecía uno de tal gravedad.
En abril de 2013, 72 miembros del Congreso de los Estados Unidos presentaron una carta donde condenaban el «encubrimiento» del caso Gosnell por parte de los medios.

### En los medios
En 2013 se produjo un documental sobre el caso titulado "3801 Lancaster: American Tragedy". El documental ganó el premio de Mejor Cortometraje del 2013 por parte del Festival de Cine de Justicia.
En el año 2014 se anunció la producción de una película dramática basada en el caso. La película se titula Gosnell: America's Biggest Serial Killer, y fue estrenada 12 de octubre de 2018 en 750 cines de los Estados Unidos, recibiendo críticas positivas por parte de los críticos, y mixtas por parte del público.
La película recibió una novelización titulada Gosnell: The Untold Story of America's Most Prolific Serial Killer, que fue puesta a la venta el 24 de enero de 2017. El libro escaló rápidamente al tercer puesto de "Best Sellers" de Amazon, y el primer puesto de los libros recientes más vendidos.